# DOVO (legeronderdeel)
De Dienst voor Opruiming en Vernietiging van Ontploffingstuigen oftewel DOVO (in het Frans: Service d'Enlèvement et de Destruction d'Engins Explosifs oftewel SEDEE) is een deel van het Belgisch leger dat ontploffingstuigen (bijvoorbeeld oude bommen of verdachte pakketten) ontmantelt of onschadelijk maakt. Hun wapenspreuk luidt "Pericula non timeo" wat "ik vrees geen gevaar" betekent.

## Oprichting
DOVO zag het daglicht onmiddellijk na de Eerste Wereldoorlog onder de benaming "Dienst voor Vernietiging van Munitie". Deze dienst werkte over het ganse Belgische grondgebied, oorspronkelijk met onderafdelingen bij elke Provinciale Recuperatiedienst. In 1922 was er reeds zoveel munitie opgeruimd dat men dacht dat het nog slechts enkele maanden zou duren vooraleer de laatste bom zou vernietigd zijn. Al snel werd duidelijk dat het probleem van niet-ontplofte munitie helemaal niet opgelost was. Op 3 oktober 1923 werd een permanente dienst onder de benaming van Dienst voor Vernietiging van Munitie opgericht.

## Tweede Wereldoorlog
Na de Belgische capitulatie op 28 mei 1940 werden sommige Belgische eenheden door de Duitsers aangeduid om alle hindernissen en mijnenvelden gelegd door de geallieerden op te ruimen. Ze werden verspreid over gans België. De ontmijners kregen van de Duitsers een zeer elementaire opleiding en werden later zelfs opgedragen Duitse mijnenvelden op te ruimen.
Op 16 augustus 1941 werd DOVO, de Dienst voor Opruiming en Vernietiging van Ontploffingstuigen, opgericht. Het gevangengezet personeel werd vrijgelaten en overgeplaatst naar DOVO. De opdracht was alle springtuigen op te ruimen, met uitzondering van alles wat ook maar enigszins van militair belang was. Overal zag men ontmijningsploegen opduiken: in de steden na geallieerde bombardementen, op plaatsen waar oude mijnenvelden of springladingen werden aangetroffen of bij herontdekte munitiekerkhoven van de Eerste Wereldoorlog. De activiteiten van DOVO reikten verder dan de taak die hem was opgelegd. De ontmijningsdienst stond voortdurend in contact met talrijke weerstandsgroepen en met de geallieerden. Zo werd Londen ingelicht omtrent eventuele constructiefouten aan ontstekers en over de waarschijnlijke oorzaken van het niet ontploffen van bommen. De ontmijners recupereerden springstoffen van onschadelijk gemaakte tuigen en speelden de explosieven door aan verzetsgroepen voor sabotagedoeleinden.
Op 16 oktober 1944 werd een nieuwe dienst opgericht: de DOVOO, de "Dienst voor Opruiming en Vernietiging van Ontploffingstuigen en Obstakels". In feite ging het slechts om een officiële opname van de sinds 1941 bestaande DOVO in het nieuwe Belgische Leger. (DOVOO zou tot 1948 het statuut van "voorlopige eenheid" behouden). In 1944 telde de eenheid 300 manschappen. De ontmijning van het grondgebied verliep volgens prioriteiten opgelegd in functie van de oorlogsvoering.

## Na de oorlog
Links en rechts werd er ontmijnd op aanvraag van burgerautoriteiten. Vanaf 1 december 1945 kwamen alle bestaande ontmijningseenheden onder één commando, dat opnieuw de oude benaming kreeg, namelijk DOVO. Van 1944 tot 1948 onderging de structuur van DOVO voortdurend wijzigingen, dit ten gevolge van het zoeken naar een ideale organisatie en het snel afnemen van de behoefte aan een ontmijningsdienst. Net zoals in 1923 dacht men na de Tweede Wereldoorlog opnieuw dat een ontmijningsdienst overbodig was. Afschaffing hing DOVO boven het hoofd. Uiteindelijk werd op 4 juli 1947 beslist om DOVO af te slanken tot 42 man. Gelukkig werd deze beslissing nooit uitgevoerd en eind 1948 telde DOVO nog steeds 350 manschappen. Op 1 mei 1948 werd DOVO een organisme van het basisleger. Van 1949 tot 1955 onderging DOVO meerdere wijzigingen voornamelijk ten gevolge van de herstructurering van het leger. Op het einde van 1955 telde DOVO nog 115 manschappen.
In 1967 werd door de Luchtmacht een eigen ontmijningsdienst opgericht, eerst onder de naam "Bureau voor Opruiming en Vernietiging van Ontploffingstuigen", later werd deze dienst DOVO/LuM genoemd.

## Opkomst terrorisme
Op 31 oktober 1971 werd beslist om, binnen de Landmacht, DOVO af te schaffen als zelfstandige eenheid. In de eerste helft van de jaren zeventig stak het internationale terrorisme de kop op en had België nood aan specialisten die konden omgaan met boobytraps, bombrieven, bomauto's e.d.. Bovendien werd er nog veel meer oude oorlogsmunitie bovengehaald dan men voor mogelijk had gehouden. Jaarlijks kwamen er 3.000 tot 4.000 aanvragen binnen voor opruiming van ontploffingstuigen. Nog geen drie jaar na zijn verdwijning, namelijk op 1 augustus 1974 werd DOVO opnieuw opgericht. Elke macht droeg een gedeelte van de verantwoordelijkheid in het domein van de ontmijning. Op 15 december 1985 werd de naam veranderd van DOVO naar Ontmijningsdienst Landmacht, ODLM. De ontmijningsdiensten van de drie Machten samen werden Ontmijningsdienst van de Krijgsmacht genoemd of ODKM.
In 1995 werd, ten gevolge van de herstructurering van de Krijgsmacht, het Intermachten Territoriaal Commando (ITC) opgericht . Er werd beslist om alle ontmijningsdiensten, verantwoordelijk voor de territoriale ontmijningsactiviteiten, te hergroeperen onder één commando. De hergroepering is pas op 1 juli 2000 effectief geworden met de ondertekening van het protocolakkoord tussen het ITC en de Marine.
Bij een laatste reorganisatie van Defensie in 2002 werd ITC afgeschaft en kwam DOVO onder het commando van COMOPSLAND. De eenheid telt momenteel een effectief van 18 officieren, 137 onderofficieren, 113 korporaals en 12 burgers, dus een totaal van 280 man waarvan 164 ontmijners.
De Staf van de eenheid is gelegen te Oud-Heverlee in het Meerdaalwoud, evenals de Compagnie Meerdaal. Deze laatste is samengesteld uit een interventiepeloton en een de EOD-school. De Compagnie heeft ook ploegen (telkens drie ontmijners) in de schietkampen van Elsenborn en Leopoldsburg. Een tweede compagnie is gekazerneerd te Poelkapelle/Houthulst en omvat een interventiepeloton en een peloton voor ontmanteling van toxische munitie. De basis en opslagplaats zijn gelegen in het zuidelijk deel van het bos van Houthulst. De derde en laatste compagnie is gelegen te Zeebrugge en bestaat uit een interventiepeloton en de Duikschool.
In juni 2016 bleek dat DOVO sinds februari 2016 illegaal gsm-jammers gebruikte tijdens interventies voor verdachte pakketten, onder meer vanwege het verhoogde aantal interventies na de aanslagen van 22 maart in Brussel. Eind 2016 kwam toenmalig minister van Telecommunicatie Alexander De Croo met een wetsvoorstel om dergelijk gebruik van gsm-jammers door DOVO te regulariseren.

## Voornaamste opdrachten

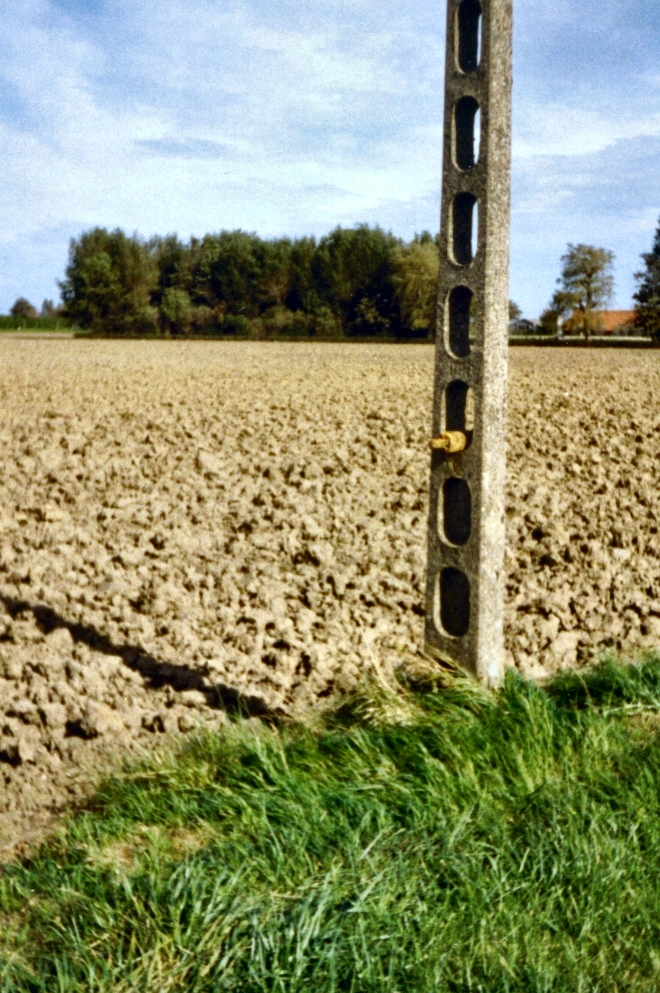
Opgeploegde munitie uit WO I in de Westhoek, door de boer aan de kant gelegd

De voornaamste opdrachten van DOVO zijn :
Ten eerste, het opruimen van munitie afkomstig van beide wereldoorlogen (EOD-opdracht : Explosive Ordnance Disposal), zogenaamde blindgangers. In dit domein reageert DOVO op gemiddeld 3500 oproepen per jaar gaande van een handgranaat tot vliegtuigbommen van 500 kg en meer. In totaal wordt er per jaar ongeveer 250 ton munitie opgehaald, geneutraliseerd en vernietigd. Per jaar wordt er, voornamelijk in de Westhoek, een 10 ton "probleemmunitie" gevonden, vooral door boeren, de zogenaamde "ijzeren oogst".
Een tweede opdracht die hierop aansluit behelst het ontmantelen van de chemische en toxische munitie van de Eerste Wereldoorlog. Een ontmantelingsinstallatie gelegen te Poelkapelle heeft in 1998 en 1999 proefgedraaid op reële munitie. De installatie is sinds 2000 operationeel ; doch van 2001 tot 2004 werden bijkomende investeringen uitgevoerd teneinde het ontmantelingsproces te optimaliseren. Voordien werden de chemische projectielen gedumpt in de Golf van Biskaje. Sinds 1980 werd deze procedure niet meer toegepast. Er werden aldus 27.000 projectielen gestockeerd tot begin 2000. Van dit aantal resten er nu nog 3000 projectielen te identificeren. Nagenoeg slechts 30% was chemisch. Half 2006 zouden die 27.000 projectielen volledig geïdentificeerd moeten zijn. 10.000 projectielen werden reeds ontmanteld komende van de zendingen en de "erfenis".
 In augustus 2012 liep de installatie onherstelbare schade op door een explosie. De opgehaalde projectielen moesten worden opgeslagen tot in april 2017 een nieuwe detonatiekamer in gebruik genomen werd. In februari 2018 waren inmiddels ruim 1700 stuks munitie verwerkt en lagen er nog bijna 7000 te wachten op verwerking.
De derde grote opdracht omvat de tussenkomsten in het domein van het terrorisme en grootbanditisme (IEDD-opdracht : Improvised Explosive Device Disposal). De Eenheid telt gemiddeld 150 tot 200 tussenkomsten per jaar voor het onderzoeken en opruimen van verdachte tuigen gaande van bombrieven tot bomwagens. Na elke ontploffing is het tevens DOVO die het postexplosief onderzoek verricht. De analyses van springstof en springstofresten worden uitgevoerd door het labo van de Leerstoel Scheikunde van de Koninklijke Militaire School.
DOVO staat eveneens klaar om tussen te komen bij vliegtuigcrashes voor het verwijderen van munitie en pyrotechnische elementen en beschikt over duikers-ontmijners voor duikopdrachten op het Belgisch grondgebied en in de territoriale zee (Ready Duty Ships). De eenheid vormt zijn eigen ontmijners en geeft informatiecursussen aan politiediensten, gerechtelijke autoriteiten en aan beveiligingsverantwoordelijken. Sinds 1991 neemt DOVO actief deel aan buitenlandse operaties. Enerzijds voor de bescherming van de Belgische troepen tijdens ontplooiingen in het buitenland en anderzijds in het kader van de humanitaire ontmijning en de opleiding van lokaal EOD-personeel.
DOVO zoekt niet naar munitie, maar komt alleen in actie als er iets gevonden is. Voor het opsporen van munitie dient een daarin gespecialiseerd bedrijf te worden ingeschakeld.